# Tuvalus damlandslag i volleyboll
Tuvalus damlandslag i volleyboll  representerar Tuvalu i volleyboll på damsidan. Laget har deltagit vid stillahavsspelen flera gånger.

### Fotnoter
1. ↑  ”XIVes Jeux du Paciﬁque Nouvelle-Calédonie” (på franska). Stillahavsspelen 2011. sid. 122. https://www.scribd.com/document/419978609/2011-Pacific-games-official-report-pdf#. Läst 1 april 2023.
2. ↑  PORT MORESBY 2015 XV PACIFIC GAMES. ”Official Results - Volleyball” (på engelska). https://websites.mygameday.app/get_file.cgi?id=3787465. Läst 31 mars 2023.
3. ↑  Senaste tillfället då någon kontrollerade att de inmatade tabelluppgifterna stämmer. Uppgifter kan ha matats in senare utan att kontrolleras av någon annan